# Turów (Białoruś)
Turów (biał. Тураў) – miasto na Białorusi w obwodzie homelskim w rejonie żytkowickim, nad Prypecią; 2,9 tys. mieszkańców (2010).

## Historia
Miejscowość znana już w X wieku (pierwsza wzmianka z 980 r.). Jedna ze stolic plemienia Dregowiczów, później Księstwa Turowskiego zależnego od Kijowa. Turów rozwinął się za panowania Światopełka jako stolica księstwa i siedziba prawosławnego biskupstwa (od 1005 r.) W XI-XIII w. przeżywał okres największego rozkwitu. W latach 1171–1181 władyką turowskim był święty Cyryl Turowski zw. Złotoustym. W Turowie istniały dwa klasztory prawosławne: męski św. św. Borysa i Gleba i żeński św. Barbary. W XII w. w mieście wzniesiono także monumentalny sobór katedralny, zniszczony według latopisu przez trzęsienie ziemi w 1230. W 1241 r. miasto zostało zrujnowane przez wojska Batu-chana. Od 1320 miasto znalazło się w obrębie Wielkim Księstwie Litewskim. W 1430 miał tu swoją siedzibę Świdrygiełło.
Upadek Turowa nastąpił po wyniszczających najazdach Tatarów. Najpierw w 1502 r., gdy ziemią turowską władał książę Michał Gliński. Po ucieczce Glińskiego do Moskwy w 1508 r. król Zygmunt Stary oddał jego dobra księciu Konstantemu Iwanowiczowi Ostrogskiemu. Nowy właściciel przystąpił do odbudowy miasta, które jednak ponownie zostało całkowicie zniszczone przez Tatarów w 1521. Hetman Ostrogski zapisał Turów młodszemu synowi, Konstantemu Wasylowi. Po wygaśnięciu rodu w 1620 r. miasto, leżące w ówczesnym województwie brzeskolitewskim, przejęli Sapiehowie, a później Sołłohubowie i inni.
Kolejne zniszczenia spotkały miasto w czasie powstania Chmielnickiego i potopu, kiedy to Turów znalazł się pod kontrolą wojsk moskiewskich.
Miasto położone było w końcu XVIII wieku w hrabstwie turowskim w powiecie pińskim województwa brzeskolitewskiego.
Po II rozbiorze Rzeczypospolitej Obojga Narodów w 1793 miejscowość znalazła się w Imperium Rosyjskim.
Po I wojnie światowej Turów mieścił się w granicach BSRR jako osiedle typu miejskiego. Status miasta posiada ponownie od 2004 roku.